# Dicranomyia (Zelandoglochina) canterburiana
Dicranomyia (Zelandoglochina) canterburiana is een tweevleugelige uit de familie steltmuggen (Limoniidae). De soort komt voor in het Australaziatisch gebied.